# Kosárlabda az 1952. évi nyári olimpiai játékokon
Az 1952. évi nyári olimpiai játékokon a kosárlabdatornát július 25. és augusztus 2. között rendezték. A tornán 16 nemzet csapata vett részt.

## Éremtáblázat
(Az egyes számoszlopok legmagasabb értéke vagy értékei vastagítással kiemelve.)
| Az 1952. évi nyári olimpiai játékok éremtáblázata kosárlabdában | Az 1952. évi nyári olimpiai játékok éremtáblázata kosárlabdában | Az 1952. évi nyári olimpiai játékok éremtáblázata kosárlabdában | Az 1952. évi nyári olimpiai játékok éremtáblázata kosárlabdában | Az 1952. évi nyári olimpiai játékok éremtáblázata kosárlabdában | Olimpia  |
| --------------------------------------------------------------- | --------------------------------------------------------------- | --------------------------------------------------------------- | --------------------------------------------------------------- | --------------------------------------------------------------- | -------- |
|                                                                 | Ország                                                          | Arany                                                           | Ezüst                                                           | Bronz                                                           | Összesen |
| 1.                                                              | Egyesült Államok (USA)                                          | 1                                                               | 0                                                               | 0                                                               | 1        |
|                                                                 |                                                                 |                                                                 |                                                                 |                                                                 |          |
| 2.                                                              | Szovjetunió (URS)                                               | 0                                                               | 1                                                               | 0                                                               | 1        |
|                                                                 |                                                                 |                                                                 |                                                                 |                                                                 |          |
| 3.                                                              | Uruguay (URU)                                                   | 0                                                               | 0                                                               | 1                                                               | 1        |
|                                                                 |                                                                 |                                                                 |                                                                 |                                                                 |          |
| Összesen                                                        | Összesen                                                        | 1                                                               | 1                                                               | 1                                                               | 3        |

## Érmesek
| Az 1952. évi nyári olimpiai játékok érmesei kosárlabdában | Az 1952. évi nyári olimpiai játékok érmesei kosárlabdában | Az 1952. évi nyári olimpiai játékok érmesei kosárlabdában | Az 1952. évi nyári olimpiai játékok érmesei kosárlabdában |
| --- | --- | --- | --------------------------------------------------------- |
| Arany | Ezüst | Bronz |                                                           |
| Egyesült Államok (USA) | Szovjetunió (URS) | Uruguay (URU) |                                                           |
| Ron Bontemps Marcus Freiberger Wayne Glasgow Charlie Hoag Bill Hougland John Keller Dean Kelley Bob Kenney Bob Kurland Bill Lienhard Clyde Lovellette Frank McCabe Dan Pippin Howie Williams | Stepas Butautas Nodar Dzsordzsikia Anatolij Konyev Otar Korkia Heino Kruus Ilmar Kullam Justinas Lagunavičius Joann Lõssov Alekszandr Moiszejev Jurij Ozerov Kazys Petkevičius Stasys Stonkus Maigonis Valdmanis Viktor Vlaszov | Martín Acosta y Lara Enrique Baliño Tabaré Borges Victorio Cieslinskas Héctor Costa Nelson Demarco Héctor García Roberto Lovera Adesio Lombardo Sergio Matto Wilfredo Peláez Carlos Roselló |                                                           |

## Lebonyolítás
A 16 csapatot 4 darab, 4 csapatos csoportba osztották. Körmérkőzések döntötték el a csoportkör végeredményét, ahonnan az első két helyezett jutott a középdöntőbe. A nyolc továbbjutó a középdöntőben két csoportot alkotott, ahol ismét körmérkőzések voltak. A középdöntőből az első két helyezett jutott az elődöntőbe, a vesztesek az 5–8. helyért játszhattak.

## Csoportkör
| Színmagyarázat                                             |
| ---------------------------------------------------------- |
| A csoportok első két helyezettje bejutott az közpédöntőbe. |
| A csoportok harmadik és negyedik helyezettjei kiestek.     |

### A csoport
| Csapat                 | M | Gy | V | P+  | P–  | Pk  |
| ---------------------- | - | -- | - | --- | --- | --- |
| Egyesült Államok (USA) | 3 | 3  | 0 | 195 | 139 | +56 |
| Uruguay (URU)          | 2 | 2  | 1 | 167 | 164 | +3  |
| Csehszlovákia (TCH)    | 1 | 1  | 2 | 161 | 164 | –3  |
| Magyarország (HUN)     | 0 | 0  | 3 | 143 | 199 | –56 |

| 1952. július 25. | Egyesült Államok (USA) | 66 – 48 | Magyarország (HUN) |  |
| 1952. július 25. | (37–23)                |         |                    |  |

| 1952. július 25. | Uruguay (URU) | 53 – 51 | Csehszlovákia (TCH) |  |
| 1952. július 25. | (32–32)       |         |                     |  |

| 1952. július 26. | Egyesült Államok (USA) | 72 – 47 | Csehszlovákia (TCH) |  |
| 1952. július 26. | (72–47)                |         |                     |  |

| 1952. július 26. | Uruguay (URU) | 70 – 56 | Magyarország (HUN) |  |
| 1952. július 26. | (36–33)       |         |                    |  |

| 1952. július 27. | Egyesült Államok (USA) | 57 – 44 | Uruguay (URU) |  |
| 1952. július 27. | (32–27)                |         |               |  |

| 1952. július 27. | Csehszlovákia (TCH) | 63 – 39 | Magyarország (HUN) |  |
| 1952. július 27. | (34–23)             |         |                    |  |

### B csoport
| Csapat            | M | Gy | V | P+  | P–  | Pk  |
| ----------------- | - | -- | - | --- | --- | --- |
| Szovjetunió (URS) | 3 | 3  | 0 | 192 | 143 | +49 |
| Bulgária (BUL)    | 3 | 2  | 1 | 163 | 182 | –19 |
| Mexikó (MEX)      | 3 | 1  | 2 | 172 | 171 | +1  |
| Finnország (FIN)  | 3 | 0  | 3 | 147 | 178 | –31 |

| 1952. július 25. | Szovjetunió (URS) | 74 – 46 | Bulgária (BUL) |  |
| 1952. július 25. | (38–21)           |         |                |  |

| 1952. július 25. | Mexikó (MEX) | 66 – 48 | Finnország (FIN) |  |
| 1952. július 25. | (36–21)      |         |                  |  |

| 1952. július 26. | Bulgária (BUL) | 52 – 44 | Mexikó (MEX) |  |
| 1952. július 26. | (27–16)        |         |              |  |

| 1952. július 26. | Szovjetunió (URS) | 47 – 35 | Finnország (FIN) |  |
| 1952. július 26. | (23–14)           |         |                  |  |

| 1952. július 27. | Szovjetunió (URS) | 71 – 62 | Mexikó (MEX) |  |
| 1952. július 27. | (38–29)           |         |              |  |

| 1952. július 27. | Bulgária (BUL) | 65 – 64 | Finnország (FIN) |  |
| 1952. július 27. | (31–30)        |         |                  |  |

### C csoport
| Csapat               | M | Gy | V | P+  | P–  | Pk  |
| -------------------- | - | -- | - | --- | --- | --- |
| Argentína (ARG)      | 3 | 3  | 0 | 239 | 196 | +43 |
| Brazília (BRA)       | 3 | 2  | 1 | 184 | 179 | +5  |
| Fülöp-szigetek (PHI) | 3 | 1  | 2 | 192 | 221 | –29 |
| Kanada (CAN)         | 3 | 0  | 3 | 201 | 220 | –19 |

| 1952. július 25. | Argentína (ARG) | 85 – 59 | Fülöp-szigetek (PHI) |  |
| 1952. július 25. | (44–30)         |         |                      |  |

| 1952. július 25. | Brazília (BRA) | 57 – 55 | Kanada (CAN) |  |
| 1952. július 25. | (33–27)        |         |              |  |

| 1952. július 26. | Argentína (ARG) | 82 – 81 | Kanada (CAN) |  |
| 1952. július 26. | (42–48)         |         |              |  |

| 1952. július 26. | Brazília (BRA) | 71 – 52 | Fülöp-szigetek (PHI) |  |
| 1952. július 26. | (32–25)        |         |                      |  |

| 1952. július 27. | Argentína (ARG) | 72 – 56 | Brazília (BRA) |  |
| 1952. július 27. | (31–21)         |         |                |  |

| 1952. július 27. | Fülöp-szigetek (PHI) | 81 – 65 | Kanada (CAN) |  |
| 1952. július 27. | (40–35)              |         |              |  |

### D csoport
| Csapat              | M | Gy | V | P+  | P–  | Pk  |
| ------------------- | - | -- | - | --- | --- | --- |
| Franciaország (FRA) | 3 | 3  | 0 | 202 | 149 | +53 |
| Chile (CHI)         | 3 | 2  | 1 | 170 | 150 | +20 |
| Egyiptom (EGY)      | 3 | 1  | 2 | 176 | 221 | –45 |
| Kuba (CUB)          | 3 | 0  | 3 | 149 | 177 | –28 |

| 1952. július 25. | Franciaország (FRA) | 92 – 64 | Egyiptom (EGY) |  |
| 1952. július 25. | (39–30)             |         |                |  |

| 1952. július 25. | Chile (CHI) | 53 – 52 | Kuba (CUB) |  |
| 1952. július 25. | (32–32)     |         |            |  |

| 1952. július 26. | Franciaország (FRA) | 58 – 42 | Kuba (CUB) |  |
| 1952. július 26. | (30–17)             |         |            |  |

| 1952. július 26. | Chile (CHI) | 74 – 46 | Egyiptom (EGY) |  |
| 1952. július 26. | (47–18)     |         |                |  |

| 1952. július 27. | Franciaország (FRA) | 52 – 43 | Chile (CHI) |  |
| 1952. július 27. | (25–17)             |         |             |  |

| 1952. július 27. | Egyiptom (EGY) | 66 – 55 | Kuba (CUB) |  |
| 1952. július 27. | (35–28)        |         |            |  |

## Középdöntő
| Színmagyarázat                                                             |
| -------------------------------------------------------------------------- |
| A csoportok első két helyezettje bejutott az elődöntőbe.                   |
| A csoportok harmadik és negyedik helyezettjei az 5–8. helyért játszhattak. |

### E csoport
| Csapat                 | M | Gy | V | P+  | P–  | Pk  |
| ---------------------- | - | -- | - | --- | --- | --- |
| Egyesült Államok (USA) | 3 | 3  | 0 | 246 | 166 | +80 |
| Szovjetunió (URS)      | 3 | 2  | 1 | 190 | 195 | –5  |
| Brazília (BRA)         | 3 | 1  | 2 | 177 | 169 | +8  |
| Chile (CHI)            | 3 | 0  | 3 | 173 | 256 | –83 |

| 1952. július 28. | Egyesült Államok (USA) | 86 – 58 | Szovjetunió (URS) |  |
| 1952. július 28. | (36–22)                |         |                   |  |

| 1952. július 28. | Brazília (BRA) | 75 – 58 | Chile (CHI) |  |
| 1952. július 28. | (36–25)        |         |             |  |

| 1952. július 29. | Egyesült Államok (USA) | 103 – 55 | Chile (CHI) |  |
| 1952. július 29. | (47–32)                |          |             |  |

| 1952. július 29. | Szovjetunió (URS) | 54 – 49 | Brazília (BRA) |  |
| 1952. július 29. | (21–25)           |         |                |  |

| 1952. július 30. | Egyesült Államok (USA) | 57 – 53 | Brazília (BRA) |  |
| 1952. július 30. | (24–26)                |         |                |  |

| 1952. július 30. | Szovjetunió (URS) | 78 – 60 | Chile (CHI) |  |
| 1952. július 30. | (41–29)           |         |             |  |

### F csoport
| Csapat              | M | Gy | V | P+  | P–  | Pk  |
| ------------------- | - | -- | - | --- | --- | --- |
| Uruguay (URU)       | 3 | 2  | 1 | 194 | 187 | +7  |
| Argentína (ARG)     | 3 | 2  | 1 | 226 | 174 | +52 |
| Bulgária (BUL)      | 3 | 1  | 2 | 177 | 220 | –43 |
| Franciaország (FRA) | 3 | 1  | 2 | 178 | 194 | –16 |

| 1952. július 28. | Argentína (ARG) | 100 – 56 | Bulgária (BUL) |  |
| 1952. július 28. | (53–29)         |          |                |  |

| 1952. július 28. | Franciaország (FRA) | 68 – 66 | Uruguay (URU) |  |
| 1952. július 28. | (66–38)             |         |               |  |

| 1952. július 29. | Uruguay (URU) | 62 – 54 | Bulgária (BUL) |  |
| 1952. július 29. | (35–27)       |         |                |  |

| 1952. július 29. | Argentína (ARG) | 61 – 52 | Franciaország (FRA) |  |
| 1952. július 29. | (31–27)         |         |                     |  |

| 1952. július 30. | Uruguay (URU) | 66 – 65 | Argentína (ARG) |  |
| 1952. július 30. | (66–65)       |         |                 |  |

| 1952. július 30. | Bulgária (BUL) | 67 – 58 | Franciaország (FRA) |  |
| 1952. július 30. | (39–23)        |         |                     |  |

## Egyenes kieséses szakasz

### Az 5–8. helyért
| 1952. július 31. | Chile (CHI) | 60 – 53 | Bulgária (BUL) |  |
| 1952. július 31. | (37–29)     |         |                |  |

| 1952. július 31. | Brazília (BRA) | 59 – 44 | Franciaország (FRA) |  |
| 1952. július 31. | (31–26)        |         |                     |  |

### Elődöntők
| 1952. július 31. | Egyesült Államok (USA) | 85 – 76 | Argentína (ARG) |  |
| 1952. július 31. | (43–39)                |         |                 |  |

| 1952. július 31. | Szovjetunió (URS) | 61 – 57 | Uruguay (URU) |  |
| 1952. július 31. | (31–28)           |         |               |  |

### A 7. helyért
| 1952. augusztus 1. | Bulgária (BUL) | 58 – 44 | Franciaország (FRA) |  |
| 1952. augusztus 1. | (22–22)        |         |                     |  |

### Az 5. helyért
| 1952. augusztus 1. | Chile (CHI) | 58 – 49 | Brazília (BRA) |  |
| 1952. augusztus 1. | (32–24)     |         |                |  |

### A 3. helyért
| 1952. augusztus 2. | Uruguay (URU) | 68 – 59 | Argentína (ARG) |  |
| 1952. augusztus 2. | (31–24)       |         |                 |  |

### Döntő
| 1952. augusztus 2. | Egyesült Államok (USA) | 36 – 25 | Szovjetunió (URS) |  |
| 1952. augusztus 2. | (17–15)                |         |                   |  |

| Az 1952. évi nyári olimpiai játékok férfi kosárlabdatornájának olimpiai bajnoka |
| · EGYESÜLT ÁLLAMOK · 3. cím                                                     |
| ------------------------------------------------------------------------------- |

## Végeredmény
| Arany | Egyesült Államok (USA) | 8 | 8 | 0 | 562 | 406 | +156 |  |  |
| Ezüst | Szovjetunió (URS)      | 8 | 6 | 2 | 468 | 431 | +37  |  |  |
| Bronz | Uruguay (URU)          | 8 | 5 | 3 | 486 | 471 | +15  |  |  |
| 4.    | Argentína (ARG)        | 8 | 5 | 3 | 600 | 523 | +77  |  |  |
|       |                        |   |   |   |     |     |      |  |  |
| 5.    | Bulgária (BUL)         | 8 | 4 | 4 | 451 | 506 | –55  |  |  |
| 6.    | Franciaország (FRA)    | 8 | 4 | 4 | 468 | 460 | +8   |  |  |
| 7.    | Chile (CHI)            | 8 | 4 | 4 | 461 | 508 | –47  |  |  |
| 8.    | Brazília (BRA)         | 8 | 4 | 4 | 469 | 450 | +19  |  |  |
|       |                        |   |   |   |     |     |      |  |  |
| 9.    | Fülöp-szigetek (PHI)   | 3 | 1 | 2 | 192 | 221 | –29  |  |  |
| 10.   | Egyiptom (EGY)         | 3 | 1 | 2 | 176 | 221 | –45  |  |  |
| 11.   | Mexikó (MEX)           | 3 | 1 | 2 | 172 | 171 | +1   |  |  |
| 12.   | Csehszlovákia (TCH)    | 3 | 1 | 2 | 161 | 164 | –3   |  |  |
| 13.   | Kanada (CAN)           | 3 | 0 | 3 | 201 | 220 | –19  |  |  |
| 14.   | Kuba (CUB)             | 3 | 0 | 3 | 149 | 177 | –28  |  |  |
| 15.   | Finnország (FIN)       | 3 | 0 | 3 | 147 | 178 | –31  |  |  |
| 16.   | Magyarország (HUN)     | 3 | 0 | 3 | 143 | 199 | –56  |  |  |